# Pain Is So Close to Pleasure
«Pain Is So Close To Pleasure» (en español: El dolor es tan cercano al placer) es una canción escrita por Freddie Mercury y John Deacon, cantante y bajista de la banda de rock inglesa Queen, como parte del disco del álbum de 1986 A Kind of Magic. En Canadá, Alemania, los Países Bajos y los Estados Unidos, fue lanzado como el sexto sencillo de ese álbum.
La canción comenzó con un riff creado por Brian May; más adelante, Mercury y Deacon se encargarían de convertir ese riff en una canción. Para la grabación, Deacon tocó una guitarra rítmica y Freddie cantó en falsete. El título o el nombre de la canción también aparece en una línea de la canción "One Year of Love". Como con la mayoría de las canciones de Mercury, tiene teclados prominentes y, como la mayoría de las canciones de Deacon, tiene una línea de bajo prominente.
La versión que aparece en el sencillo es un remix, reorganizando gran parte de la pista de acompañamiento de los elementos originales. El sencillo de 12" presenta una versión extendida de este remix, en lugar de una versión extendida de la canción tal como aparece en el álbum.
El sencillo llegó al puesto #26 en las listas holandesas.

## Interpretaciones y actuaciones en vivo
Nunca fue interpretada ni tocada esta canción en vivo en los conciertos ni en las giras por Queen. 

## Créditos
- Escrita por: Freddie Mercury y John Deacon
- Producida por: Queen, Mack y David Richards

- Músicos:
- Freddie Mercury: voz solista y coros, sintetizadores, sampler, piano

- John Deacon: bajo, guitarra rítmica, programación de batería, sintetizador, sampler

- Brian May: guitarra líder

- Roger Taylor: batería, tambores

- Datos: Q527377